# Alfred Bauberger
Alfred Bauberger (22. Februar 1866 in Krumbach – 18. Mai 1937 in München) war ein deutscher Opernsänger (Bariton).

## Leben
Bauberger war der Sohn eines praktischen Arztes. Während seines Studiums wurde er Mitglied des Akademischen Gesangvereins Würzburg im Sondershäuser Verband. Er war nach Absolvierung der Universität drei Jahre als Zahnarzt in Augsburg tätig, entschloss sich jedoch dann, seine schöne Stimme für die Bühne auszunützen und trat ins Münchener Konservatorium ein. Dramatischen Unterricht erteilte ihm Karl Johann Brulliot und gesanglichen Cesare Galliera und Haag.
Nach erfolgter Ausbildung debütierte er am 26. April 1891 als Sprecher in der „Zauberflöte“ am Hoftheater in München, welchem Institut er seit dieser Zeit angehörte. Er war im Besitz glänzender Stimmmittel, vertrat mit Erfolg das Fach des ersten Baritons, in welchem er seinem vorherrschend ruhigen Temperament gemäß, ernste Partien wie „Wotan“, „Amonasro“, „Sprecher“ (Zauberflöte) besonders wirksam darstellte. Der große Umfang seiner Stimme befähigte ihn auch zur Wiedergabe von Rollen, die einen bassbaritonalen Charakter tragen, wie „König Heinrich“ in „Lohengrin“; ein Vorzug, der ihn zu einem der verwendbarsten Mitglieder der Oper macht.
Bis zu seiner Pensionierung 1926 blieb er dort.